# Pîreatîn, Jovkva
Pîreatîn (în ucraineană Пирятин) este un sat în comuna Bîșkiv din raionul Jovkva, regiunea Liov, Ucraina.

## Demografie
Componența lingvistică a localității Pîreatîn
     Ucraineană (100%)
Conform recensământului din 2001, toată populația localității Pîreatîn era vorbitoare de ucraineană (100%).